# 坂口献吉
坂口 献吉（さかぐち けんきち、1895年（明治28年）8月3日 - 1966年（昭和41年）8月13日）は、大正 - 昭和期の日本の実業家。新潟市出身。元衆議院議員で元新潟新聞社社長の坂口仁一郎の長男。作家の坂口安吾の長兄。新潟日報社第2代社長。新潟放送初代社長。新潟県立新潟中学校、早稲田大学専門部政治経済科卒業。

## 著作物

### 著書
- 『四季の歌 坂口献吉歌集』中村正爾[編]、中央書荘、1957年。

### 編書
- 『五峰遺稿』上・中・下巻、阪口五峰[著]、私家版、1925年。
- 『五峰餘影』私家版、1929年。

## 関連文献
- 『坂口献吉追悼録』坂口献吉[著]、BSN新潟放送・新潟日報社[編]、BSN新潟放送・新潟日報社、1966年。
- 『會津八一と坂口献吉』長坂吉和[著]、新潟日報事業社、1979年。
- 『新潟日報第二代社長「坂口献吉日記」に見る 地方紙と戦争』森沢真理[著]、新潟日報事業社、2014年。
- 「坂口家の系図について」『坂口安吾全集 別巻』408-411頁、坂口献吉[著]、筑摩書房、2012年。
- 「「三人兄弟」」『坂口安吾全集 別巻』423-425頁、坂口献吉[著]、筑摩書房、2012年。
- 「その頃」『坂口安吾全集 別巻』466-467頁、坂口献吉[著]、筑摩書房、2012年。